# Artur Felix Aigner
ARAI (* 18. Juli 1995 in Linz, bürgerlicher Name: Artur Felix Aigner) ist ein österreichischer Singer-Songwriter, Komponist und Musikproduzent.

## Biografie
Artur Aigner erhielt vom siebten und bis zum vierzehnten Lebensjahr Violinunterricht, außerdem erlernte er das Spielen von Schlagzeug, Gitarre und Klavier. Schon während seiner Schulzeit schrieg und produzierte er eigene Musikstücke, die er auf Soundcloud veröffentlichte. Neben der Musik widmete sich Aigner auch der Fotografie, dem Grafikdesign, der Animation und dem Film. Nach seiner Matura am Schottengymnasium in Wien begann er 2014 ein Physikstudium an der Universität Wien. Neben dem Studium arbeitete er als Grafikdesigner und Musikproduzent. Mit Ausbruch der Corona-Pandemie im März 2020 und der Fertigstellung seiner Bachelorarbeit, nahm Artur Aigner eine Vollzeitstelle im Bereich Marketing an und setzte sein Studium aus. 2021 unterzeichnete er mit dem Künstlernamen ARAI einen Bandübernahmevertrag bei Universal Music Österreich. Im Jahr 2023 veröffentlichte er dort sein Debütalbum „DRAMA POP“.

## Musikalische Karriere
Schon im Alter von etwa zehn Jahren begann Artur Aigner, eigene Stücke und Variationen auf der Geige zu komponieren. Mit der Entdeckung der Westerngitarre schrieb er seine ersten Popsongs. Autodidaktisch erlernte er weitere Instrumente. Als Produzent experimentierte er in verschiedenen Musikgenres, darunter Pop, Indie-Rock sowie Trap, Dubstep, Future-Bass und House.
Im Dezember 2018 veröffentlichte er unter dem Künstlernamen ARAI seinen ersten eigenen Electro-Pop-Song ohne Label auf verschiedenen Streamingdiensten. Der Name „ARAI“  setzt sich aus den jeweils ersten zwei Buchstaben seines Vor- und Nachnamens zusammen.
2019 arbeitete er als Produzent und assistierender Songwriter mit Vincent Bueno und David Yang am österreichischen Beitrag für den Eurovision Song Contest 2020 (ESC) „Alive“. Der Song sowie das zugehörige Musikvideo wurden veröffentlicht, allerdings wurde der ESC in diesem Jahr wegen der Pandemie abgesagt. Nach Abschluss des Projekts konzentrierte sich Aigner verstärkt auf seine Solokarriere. Seine Single „Skip“ erlangte nach der Veröffentlichung im April 2020 auf Spotify beachtliche Aufmerksamkeit.

### Drama Pop
ARAI experimentierte im Laufe der Jahre intensiv mit Pop-Melodien und -Arrangements. Durch das Einsingen zahlreicher Stimmen entdeckte er seine Vorliebe für mehrstimmige Chor-Arrangements, die er fortan in seinen englischsprachigen ARAI-Songs integrierte. Zwischen 2019 und 2022 entstanden so Popsongs, die er dem dann auf seinem Album Drama Pop veröffentlichte. Alle Songs wurden von Artur Aigner geschrieben und produziert. Das finale Mixing und Mastering des Albums wurde von Mefjus und Camo & Krooked durchgeführt.
2020 zeigte Universal Österreich Interesse an einer Zusammenarbeit, allerdings kam es zunächst zu keiner Einigung, da das Label nur an der Veröffentlichung einzelner Singles interessiert war, während ARAI auf die Veröffentlichung seines kompletten Debütalbums bestand. 2021 konnte eine Einigung erzielt werden, das Album wurde am 23. Juni 2023 veröffentlicht.
Die Songs des Albums zeichnen sich durch eingängige Gesangsmelodien, Orchester- und Chor-Elementen vermischt mit elektronischen Instrumentalarrangements aus. Die Songs „Little Stupid Boy“, „We Cry“ und „Cats“ erreichten die FM4 Charts. ARAI wurde zweimal für sein Album bei den FM4 Award 2023 und 2024 im Rahmen der Österreichischen Amadeus Awards nominiert.
Für den Release seines Debütalbums formierte ARAI eine Band und trat damit im Januar 2024 beim Eurosonic Showcase Festival in Groningen, Niederlande, auf.

## Diskografie
Alben
- 2023: DRAMA POP

EPs
- 2020: Lost & Tired EP
- 2021: 100 & Lonely (A Two Piece Drama Pop)

Singles
- 2018: Hug
- 2019: Inner Blur
- 2019: The Nasty Drug
- 2019: Pink Palms
- 2019: Forbidden Fruit
- 2020: City Lights
- 2020: Skip
- 2020: Take Me South
- 2020: My Way
- 2021: 100 & Lonely
- 2021: Used To It
- 2021: Featuring Uzuhan
- 2021: Say It Now
- 2022: Uzutrap (ARAI Remix)
- 2022: Little Stupid Boy
- 2022: We Cry
- 2023: We Shouldn’t But ..
- 2023: Cats